# Makušino
Makušino (rusky Макушино) je město v Kurganské oblasti v Ruské federaci. Při sčítání lidu v roce 2010 mělo přes osm tisíc obyvatel.

## Poloha a doprava
Makušino leží východně od Uralu na jihozápadě Západosibiřské nížiny. Od Kurganu, správního střediska oblasti, je vzdáleno přibližně 130 kilometrů východně.
Od roku 1896 vede přes železnice z Čeljabinsku do Omsku, do roku 1930 součást trasy Transsibiřské magistrály. Severně od města také prochází dálnice R254 z Čeljabinsku přes Omsk do Novosibirsku.

## Dějiny
Ruská vesnice zde vznikla možná již koncem 17. století. Prudký rozvoj ale začíná až po výstavbě železnice v roce 1896, v důsledku které se následně rozrůstá zdejší staniční osídlení. Od roku 1944 bylo Makušino sídlem městského typu a od roku 1963 je městem.